# إيونغ إنوه
إيونغ تاركانغ إنوه (بالإنجليزية: Eyong Tarkang Enoh) (مواليد 10 أغسطس 1986 في كومبا) لاعب كرة قدم كاميروني يلعب حاليا لصالح نادي أياكس أمستردام الهولندي .

## روابط خارجية
- إيونغ إنوه على موقع الاتحاد الدولي (مؤرشف)  (الإنجليزية)
- إيونغ إنوه على موقع اتحاد تركيا (لاعب) (الإنجليزية)
- إيونغ إنوه على موقع قاعدة بيانات كرة القدم.إي يو (الإنجليزية)
- إيونغ إنوه على موقع بيانات كرة القدم. دي إي (الألمانية)
- إيونغ إنوه على موقع ناشيونال فوتبول تيمز (الإنجليزية)
- إيونغ إنوه على موقع Soccerbase.com (لاعب) (الإنجليزية)
- إيونغ إنوه على موقع Soccerway.com (الإنجليزية)
- إيونغ إنوه على موقع عالم كرة القدم.نت (الإنجليزية)
- إيونغ إنوه على موقع كووورة
- إيونغ إنوه على موقع AS.com (الإسبانية)